# Яшкинский сельсовет
Яшкинский сельсовет — сельское поселение в Красногвардейском районе Оренбургской области Российской Федерации.
Административный центр — село Яшкино.

## История
9 марта 2005 года в соответствии с законом Оренбургской области № 1901/343-III-ОЗ образовано сельское поселение Яшкинский сельсовет, установлены границы муниципального образования.

## Население
| 2010 | 2012  | 2013  | 2014  | 2015 | 2016 | 2017 |
| ---- | ----- | ----- | ----- | ---- | ---- | ---- |
| 1099 | ↘1052 | ↘1025 | ↘1011 | ↘991 | ↘978 | ↗979 |
| 2018 | 2019  | 2020  | 2021  |      |      |      |
| ↘969 | ↘965  | ↘945  | ↘893  |      |      |      |

## Состав сельского поселения
| № | Населённый пункт | Тип населённого пункта       | Население |
| - | ---------------- | ---------------------------- | --------- |
| 1 | Горный           | посёлок                      | 26        |
| 2 | Грачёвка         | село                         | 270       |
| 3 | Дрыгин Сад       | посёлок                      | 49        |
| 4 | Майский          | посёлок                      | 30        |
| 5 | Яшкино           | село, административный центр | ↘724      |